# Angela Jackson
Angela Jackson (nascida em 25 de julho de 1951) é uma poetisa, dramaturga e romancista americana que vive em Chicago, Illinois. Jackson se tornou o Poeta Laureado de Illinois em 2020.

## Biografia
Angela Jackson was born in Greenville, Mississippi, the fifth of nine children, but grew up on the South Side of Chicago, where her father, George Jackson, Sr, and mother, Angeline Robinson Jackson, moved.
Jackson vive e trabalha em Chicago, Illinois.

### Educação
Em 1977, ela se formou na Northwestern University, onde ganhou um prêmio da Academy of American Poets, e na University of Chicago com um mestrado em estudos latino-americanos e caribenhos. Seus romances Where I Must Go e Roads, Where There Are No Roads foram inspirados por suas experiências na Northwestern.

### Carreira
Ela se juntou à Organization of Black American Culture (OBAC) com jovens escritores negros como Haki Madhubuti (Don L. Lee), Carolyn Rodgers, Sterling Plumpp, e foi editora da revista Nommo.

## Vida pessoal
Jackson é católica.

## Prêmios
- 1973: Prêmio Conrad Kent Rivers Memorial
- 1974: Prêmio da Academia de Poetas Americanos da Northwestern University
- 1979: Bolsa de Escrita Criativa do Conselho de Arte de Illinois em Ficção
- 1980: National Endowment For the Arts Creative Writing Fellowship in Fiction
- 1984: Prêmio Hoyt W. Fuller de Excelência Literária
- 1985: American Book Award [8]
- 1984: Prêmio de Poesia do Seminário de Escritores do Museu DuSable
- 1984: Prêmio Carrinho de Poesia
- 1989: Prêmio ETA Gala
- 1996: Prêmio de Herança Literária dos Autores de Illinois
- Prêmios Literários do Conselho de Artes de Illinois
- cinco para ficção e um para poesia; Prêmio Carl Sandburg
- Prêmio de Livro do Ano do Chicago Sun-Times Friends of Literature
- 2000: Bolsa de Escrita Criativa do Illinois Art Council em Dramaturgia
- 2002: Shelley Memorial Award da Poetry Society of America[9]
- 2008: American Book Award[8]

## Obras

### Poesia
- "VooDoo/Love Magic", Poetry Foundation
- Voodoo Love Magic. [S.l.]: Third World Press. 1974
- The Greenville Club, 1977 (chapbook)
- Solo in the Boxcar Third Floor E. [S.l.]: Oba House. 1985. ISBN 978-0-933653-01-6
- The Man with the White Liver. Illustrator Melora Walters. [S.l.]: Contact II Publications. 1987. ISBN 978-0-936556-16-1
- Dark Legs and Silk Kisses: The Beatitudes of the Spinners. [S.l.]: Northwestern University Press. 1993. ISBN 978-0-8101-5001-0
- And All These Roads Be Luminous: Poems New and Selected. [S.l.]: Northwestern University Press. 1997. ISBN 978-0-8101-5076-8

### Peças
- Witness!, 1970
- Shango Diaspora: An African American Myth of Womanhood and Love, 1980
- Comfort Stew. [S.l.]: Northwestern University Press. 1984. ISBN 978-0-8101-4117-9 Also known as When the Wind Blows
- Lightfoot: The Crystal Stair

### Romances
- Treemont Stone
- Where I Must Go. [S.l.]: Northwestern University Press. 2009. ISBN 978-0-8101-5185-7 American Book Award
- Roads, Where There Are No Roads. [S.l.]: Northwestern University Press. 2017. ISBN 978-0-8101-3472-0

### Memórias
- Apprenticeship in the House of Cowrie Shells

### Antologias
- Pamela Gemin; Paula Sergi, eds. (1999). Boomer Girls: poems by women from the baby boom generation. [S.l.]: University of Iowa Press. ISBN 978-0-87745-687-2
- Kalamu ya Salaam, ed. (1998). 360,̊ a revolution of Black poets. [S.l.]: Black Words. ISBN 978-0-7394-1585-6